# Cynanchum sessiliflorum
Cynanchum sessiliflorum är en oleanderväxtart som först beskrevs av Joseph Decaisne, och fick sitt nu gällande namn av S. Liede. Cynanchum sessiliflorum ingår i släktet Cynanchum och familjen oleanderväxter. Inga underarter finns listade i Catalogue of Life.